# Leònides d'Alexandria (sant)

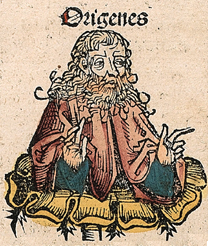
Orígenes, fill de Leònides

Leònides d'Alexandria (grec: Λεωνίδης) va ser un màrtir i sant cristià que va viure al segle ii i va morir circa 202 d.C. La festivitat de Leònides se celebra el 22 d'abril.
Segons l'historiador cristià Eusebi de Cesarea, el fill de Leònides fou el pare de l'Església Orígenes. En el mateix passatge, Eusebi diu que Leònides fou martiritzat durant la persecució de l'emperador Romà Septimi Sever l'any 202 d.C. Condemnat a mort pel prefecte egipci Lactus, fou decapitat, i se li prengueren les seves propietats.

## Família
De la muller de Leònides, se'n desconeix el nom si bé se sap que engendrà sis infants més després d'Orígenes. Porfiri, un neoplatònic, defensa que els pares d'Orígenes eren pagans. Leònides catequitzà bé els seus fills. Orígenes intentà seguir el seu pare en el martiri, però l'aturà la seva mare; es diu que li amagà la roba perquè Orígenes no pogués sortir de casa.